# 최경영
최경영은 대한민국의 언론인이며, 현재 오마이뉴스의 유튜브채널인 <오마이TV>에서 <최경영의 경제오도독>을 진행하고 있다. 이전 에는 KBS 기자와 뉴스타파 경제/미디어 부문 팀장을 지냈다. 2013년 3월 KBS를 사직하고 한국탐사저널리즘센터 설립과 뉴스타파 법인화에 참여했다.
고려대학교 정치외교학과를 졸업했다. 1995년 12월에 KBS에 입사했고 이후 주로 시사 보도 프로그램을 맡아 활동하였다. <탐사보도팀>, <미디어포커스>, <특별기획 한국사회를 말한다> 등에 참여하였는데, 기자와 PD 영역에서 활동했다. 이달의 기자상 6회, 삼성언론상, 이달의 좋은 프로그램상 등을 받았다.
<KBS 스페셜>로 방영된 '고위 공직자 재산 검증'으로 2005년 11월에 '이달의 기자상'을 받은 것을 비롯하여 '이달의 기자상'을 모두 6회 받았다. 이 '고위 공직자 재산 검증' 프로그램은 미국 탐사보도협회(IRE) '네트워크 텔레비전' 부문에서 결선에 오른 최종 5개 작품(TOP 5 FINALISTS)에 포함되기도 했다. 최경영을 포함한 4명의 탐사보도팀 기자들은 '고위 공직자 재산 검증 시리즈'로 2006년 3월에 제10회 삼성언론상(보도부문)을 받았다.
경제 문제에 관심을 가져 2002년에 회사를 휴직하고 한국개발연구원(KDI) 국제정책대학원에서 MBA를 이수했다. 2006년 여름부터 2007년 여름까지는 미국 미주리대학교에 소재한 전미탐사보도협회에서 객원 연구원으로 지냈다. 중앙대학교에서 한 학기 동안 취재보도론을, KBS 아카데미에서 2년 여 동안 탐사보도론을 강의하였다. '공영방송 사수를 위한 KBS 사원행동'에서 활동하다가 2008년 9월 17일에 소위 '9·17 보복인사'로 탐사보도팀에서 스포츠중계팀으로 발령받았다. 2009년에 회사를 휴직한 후 2010년에는 미국 미주리대학교 저널리즘 대학원에서 언론학을 공부하였다.
KBS 새노조 공정방송추진위원회 간사로서 활동하였는데, KBS 사장에게 "이명박의 개새끼야 나가라"는 문자를 보냈다는 이유로 2012년 4월 20일에 해임 처분을 받았다. 이는 2012년 3월 6일부터 파업을 해온 새노조 조합원들의 반발을 샀다. 이로 인하여, 2012년 6월 29일 정직 6개월로 징계가 감경되었다.
KBS를 사직한 이후였던 2014년 2월 5일, 前 KBS 뉴스 9 앵커이자 보도국 문화부장이었던 민경욱 前 기자가 청와대 대변인으로 임명되자, "민경욱 씨, 니가 떠들던 공영방송의 중립성이 이런건줄은 오래전부터 알고 있었습니다. 축하합니다."라고 자신의 트위터에 올렸다.
이후 2017년 대한민국 언론 노조 파업으로 KBS에 양승동 사장 취임한 이후,  과거 청산 조직인 진실과미래위원회의 권고에 따라 특별채용 형식으로 복직했으며'이후 한국언론 오도독'이라는 칼럼을 지속적으로 연재했다. 이후 2019년 3월부터 2021년 2월까지 KBS 제1라디오에서 최경영의 경제쇼를 진행했으며, 2021년 2월부터 최경영의 최강시사의 진행을 맡았다. 이후 김의철 KBS 사장이 해임된 이후 다시 프로그램에서 하차하고 KBS를 사직했으며, 이후 2024년 12월 5일부터 오마이뉴스의 유튜브 채널인 <오마이TV>에서 <최경영의 경제오도독>을 진행하고 있다.

## 저서
- 《9시의 거짓말》. 참언론 시사인북. 2010년. ISBN 9788996268871

## 방송
- 최경영의 경제쇼 (KBS 제1라디오) - 앵커(2019년 3월 4일 ~ 2021년 2월 5일)
- 주진우 라이브 (KBS 제1라디오) - 스페셜 앵커(2020년 12월 28일 ~ 2021년 1월 6일)
- 최경영의 최강시사 (KBS 제1라디오) - 앵커(2021년 2월 8일 ~ 2023년 10월 27일)

## 관련 기사
- 최경영. 공영방송에 다시 눈을 돌려야 하는 이유. 미디어스. 2012년 2월 7일.
- 최경영. 보수우익이라면 궐기하라!. 미디어스. 2012년 2월 21일.

## 같이 보기
- 김용진
- 이용마
- 2012년 대한민국 언론 노조 파업